# Genyomyrus
Genyomyrus is een geslacht van straalvinnige vissen uit de familie van de tapirvissen (Mormyridae).

## Soort
- Genyomyrus donnyi Boulenger, 1898